# Andigena laminirostris
Andigena laminirostris е вид птица от семейство Туканови (Ramphastidae). Видът е почти застрашен от изчезване.

## Разпространение
Видът е разпространен в Еквадор и Колумбия.